# Ku Szczytom
Ku Szczytom – dwumiesięcznik wydawany w Wilnie w latach 1937-1939 przez Katolickie Stowarzyszenie Kobiet, a następnie  przez Katolicki Związek Wychowawczy. Pismo, redagowane przez ks. J Wojtukiewicza, poświęcone było zagadnieniom wychowania katolickiego. Wśród autorów bylil m.in. Ludwik Chmaj, Róża Czacka, W.J. Jasiński, Michał Sopoćko, A. G. Stefanowicz i Jacek Woroniecki.